# Nissin Foods
Nissin Foods Holdings Co., Ltd. (яп. 日清食品ホールディングス株式会社, Nisshin Shokuhin Hōrudingusu kabushiki gaisha)  - японська харчова компанія. Заснована Момофуку Андо 1948 року в Ізуміоцу, Осака, вона володіє Nissin Food Products, Nissin Chilled Foods, Nissin Frozen Foods та Myojo Foods. Вона відома розробкою першої у світі локшини швидкого приготування Chicken Ramen та таких продуктів, як Cup Noodles, Yakisoba U.F.O. та Demae Iccho.

## Продукти

### Локшина швидкого приготування
- Nissin Top Ramen
- Ніссін Чікін Рамен
- Локшина з чашки Ніссена
- Бренд Doll - створений компанією Winner Food Products Limited (заснована в 1968 році), дочірньою компанією Nissin з 1984 року.
- Чоу Мейн [2]
- Локшина чау [3]
- Локшина в мисці, насичена і пікантна, а також гостра та гостра [4] [5]
- Чаша та коробки Spice Route, сичуаньська, корейська та тайська [6]
- Миски та пакетики NuPasta [6]
- Кіцуне удон
- Дема Рамен

### Demae Ramen
Demae Ramen або Demae Itcho ( яп. 出前一丁 </link>що в перекладі означає «доставка одним замовленням»)  вперше був представлений в Японії в 1969 році та вийшов на ринок Гонконгу наступного року. Відтоді він став одним із найпопулярніших брендів локшини швидкого приготування в Гонконзі з широким асортиментом смаків. 